# Якобсен, Свейн
Свейн Якобсен (норв. Svein Jacobsen) — норвежский ориентировщик, победитель чемпионата мира 1978 года по спортивному ориентированию в эстафете.
Свейн Якобсен в составе сборной команды Норвегии (Ян Фьерестад, Свейн Якобсен, Эгиль Йохансен и Эйстейн Вельтцин) стал победителем в эстафете на чемпионате мира 1978 года,
который проходил в окрестностях норвежского города Конгсберг.
Якобсен неоднократно становился призёром чемпионатов мира по спортивному ориентированию.
На чемпионате мира в датском Силькеборге в 1974 году, мужская сборная Норвегии, в составе которой был и Свейн Якобсен завоевала бронзовые медали.
Через два года, на следующем чемпионате мира, в 1976 году, Якобсен завоевал серебряную медаль в эстафете и был третьим в индивидуальной гонке, уступив своем партнёру по сборной Эгилю Йохансену и шведу Рольфу Петтерссону.